# Тейзер
Тейзер (електрошокер) (тазер, тайзер) — електрошокова зброя, що виробляється компанією Axon та позиціонується як «менш-летальна» (англ. less-lethal). Вона вистрілює два гострі дротики, які проколюють шкіру зі швидкістю 55 метрів за секунду та залишаються прикріплені до цілі. По дротах у тіло людини випускається електричний струм. Так, модель Taser X2 Defender виробляє піковий електрошок у 2000 вольтів при 3,3 ампера. Електричний струм спричиняє інтенсивні больові відчуття та блокує нервові сигнали мозку, що провокує різкі мимовільні скорочення м'язів та параліч. Від місця та тривалості ураження струмом залежать короткострокові та довгострокові наслідки для здоров‘я людини. У супровідному документі компанія-виробник тейзерів попереджає про існування побічних фізіологічних та метаболічних ефектів, які збільшують можливість ризику смерті та серйозного травмування. Особливу загрозу тейзер становить у зв'язку з вентрикулярною фібриляцією серця і, як наслідку, зупинкою серця.
У США нараховують більш як 1000 смертей, спровокованих тейзерами, після введення у використання американською поліцією. Розслідування Amnesty International показало, що 90 % померлих були неозброєними.
Внаслідок впливу електричного струму на роботу мозку тейзер спричиняє суттєве порушення когнітивних функцій протягом наступних 24 годин, що ставить під питання його поліційне застосування за добу перед допитом та іншими процесуально-слідчими діями.

## Історія розробки
У 1969 році Джек Кавер, колишній дослідник НАСА, почав працювати над створенням нелетальної зброї для поліції. До 1974 він закінчив розробку пристрою і отримав патент США № 3803463 на «Зброю для знерухомлення та затримання», що вражає людину імпульсами електричного струму на відстані. Кавер назвав пристрій Taser — акронім від Thomas Swift Electrical Rifle (TSER) з додаванням літери А для милозвучності. Назва пов'язана з ім'ям винахідника Томаса Свіфта, героя фантастичного роману Віктора Епплтона «Том Свіфт та його електрична гвинтівка» (англ. Tom Swift and his electric rifle).
У першій моделі тейзера 1976 року «Захисник суспільства» (англ. Taser Public Defender) для викиду електродів під час пострілу використовувався порох, що призвело до того, що федеральне Бюро алкоголю, тютюну, вогнепальної зброї і вибухових речовин (ATF) США класифікувало цей пристрій як вогнепальну зброю.
Рік Сміт, генеральний директор Taser International, та його брат Томас у 1993 році почали досліджувати те, що вони називають «ненасильницьким застосуванням сили для громадян та для правоохоронних органів». На своїх виробничих потужностях у місті Скоттсдейл, штат Аризона, брати працювали над створенням невогнепального електрошокового пристрою разом із Джеком Ковером. У 1994 році вони випустили новий Air Taser 34000 із системою ідентифікації кожного пострілу (AFID), яка розроблялася для зменшення ймовірності того, що пристроєм скористаються злочинці. При використанні тейзера він випускає у повітря безліч конфеті, кожен зі шматочків якого містить серійний номер пристрою. Американське агентство контролю над вогнепальною зброєю (ATF) ухвалило, що Air Taser не є вогнепальною зброєю.
У 1999 році Taser International випустила нову, більш ергономічну модель Advanced Taser М, в якій уперше використовувалася запатентована технологія, що викликає нейром'язовий параліч.
У травні 2003 року Taser International випустила найвідоміший свій пристрій — Taser X26. Популярність він набув завдяки компактним розмірам та малій вазі.
7 липня 2009 року Taser International випустила Taser X3, який може зробити до трьох пострілів без заміни картриджів, а самі картриджі стали значно тоншими, ніж у попередньої моделі.

## Ефективність
У 2009 році у роботі «Форуму дослідження поліційних органів» показано, що у поліціянтів, озброєних тейзером, зменшилася кількість травм на 76 %. Головний виконавчий директор фірми Taser International заявив, що опитування поліції показують, що застосування тейзерів врятувало вже понад 75 тисяч життів.
Вогнепальна зброя негайно зупиняє правопорушника в 62—67 % з першого влучення виключно в життєво важливі області тіла, а наполегливі злочинці здатні ігнорувати кілька влучань. Тейзер гарантовано зупиняє правопорушника в 76-80 %, при цьому достатньо влучити двома електродами в будь-яку частину тіла. Це робить їх більш ефективною зброєю порівняно з іншою традиційною цивільною травматичною зброєю.
Перший летальний випадок при застосуванні тейзера зафіксовано 15 березня 2012 року, коли неподалік каліфорнійського міста Пайн-Веллі при зупинці автомобіліста-порушника Алекса Мартіна прикордонник застосував тейзер, після чого в салоні миттєво стався вибух. Автомобіль одразу ж спалахнув, водій згорів живцем, а один з агентів зазнав опіків обличчя. Можливо, що вибух стався через те, що водій зупиненого автомобіля застосував газовий балончик проти незнайомих чоловіків (прикордонники були в цивільному одязі). Імовірно, розпилена хмара при застосуванні тейзера вибухнула.

## Контактне оглушення
Деякі моделі тейзерів, у тому числі всі ті, які призначені для поліції, також мають функцію «контактного оглушення», яка дозволяє використовувати пристрої для контактного застосування, коли немає можливості перезарядити картридж. Ефект контактного оглушення, як і у всіх стандартних електрошокерів, ґрунтується на заподіянні больового шоку нападнику.
Некомерційна організація «Форум дослідження поліційних органів» (англ. Police Executive Research Forum) та підрозділ «Соціально орієнтовані заходи поліції» Міністерства юстиції США (англ. US Department of Office of Community Oriented Policing Services) у 2011 році випустили «Керівництво з рекомендаціями щодо самооборони», в якому рекомендували уникати використання контактного оглушення як методу заподіяння больового шоку. У керівництві говорилося, що «при багаторазовому використанні проти однієї цілі можна навіть ускладнити ситуацію, викликаючи лють у нападника».
Дослідження, проведені поліцією та департаментами шерифів США, показали, що 29,6 % усіх поліційних департаментів США дозволяють використовувати контактне оглушення під час затримання, що відбувалося за класичним сценарієм, без фізичного контакту між офіцером поліції та об'єктом затримання. Якщо затримання включає ненасильницький фізичний контакт, це число зростає до 65,2 %.
Неурядова організація Amnesty International висловила особливе занепокоєння з приводу функції «контактного оглушення», зазначаючи, що «…потенціал використання цієї функції у тейзерів полягає у використанні пристрою як інструменту для заподіяння болю, коли правопорушники вже затримані і не чинять опору, що перетворює їх, за своєю суттю, на зброю для тортур і відкриває можливості для зловживань».